# Shahnaz Munni
Shahnaz Munni (bengali: শাহনাজ মুন্নী; Daca, 8 de fevereiro de 1969) é uma jornalista, poetisa e escritora de Bangladesh. Desde janeiro de 2016, ela é editora-chefe de notícias do canal de televisão News24, de Daca.

## Biografia
Nascida em 8 de fevereiro de 1969 em Daca, Munni frequentou o Holy Cross College de Daca antes de estudar ciências sociais na Universidade de Daca em 1994. Ela então se juntou à ATN Bangla como repórter sênior em 2003 antes de se mudar para o News 24 como correspondente especial. Em 2016, ela foi promovida a editora sênior de notícias.
Munni também tem um interesse especial pelo bem-estar das crianças. Em setembro de 2006, ela foi uma das 20 poetisas eminentes que contribuíram para o Festival de Poesia dos Direitos da Criança da Unicef, com o objetivo de melhorar as atitudes da sociedade em relação aos direitos das crianças. Em 2009, ela ganhou o segundo prêmio no Meena Media Awards na categoria de jornalismo televisivo para maiores de 18 anos por reportar sobre crianças cheirando cola. Ela comentou que muitas vezes era difícil cobrir as crianças na televisão, pois a mídia está principalmente interessada em espectadores adultos: "Há muito espaço para a mídia melhorar a situação das crianças, mas primeiro precisamos mudar a atitude e a mentalidade dos tomadores de decisões editoriais". Em 2013, em seu papel como embaixadora do MCHIP (Programa Integrado de Saúde Materno-Infantil), ela visitou as comunidades de Amjiriganj e Nabiganj Upazilas, coletando informações para as 50 histórias de sucesso que está escrevendo para o projeto MaMoni Save the Children. Munni também contribuiu para a luta contra a tuberculose em Bangladesh, auxiliando o BRAC no júri de três membros para os prêmios de 2015.
Como escritora, é poetisa, ensaísta, contista e romancista, escrevendo para jovens. Jiner Konnaya (The Spirit's Daughter), seu primeiro livro de contos foi publicado em 1997. Munni participou do projeto "Poetas que traduzem poetas" dirigido pelo Goethe Institute, no qual poetas que escreviam nas línguas indianas e do sul da Ásia foram introduzidos à poesia alemã enquanto suas obras eram traduzidas para o alemão. Vários de seus poemas bengalis foram traduzidos para o alemão enquanto ela traduzia poemas do poeta alemão moderno Hendrik Jackson.
Como uma graduada em sociologia da Universidade de Daca, Munni realizou pesquisas em conexão com Azfar Hussain.